# Pilar Fernández de la Mora
Pilar Fernández de la Mora (Sevilla, 26 de març de 1867 - Madrid, 15 d'agost de 1929) fou una pianista i professora de piano espanyola.
Feu els primers estudis musicals amb Oscar de la Cinna. A l'any de rebre les seves ensenyances i quan encara no havia complert els set anys, es presentà al públic en el Gran Teatre de Cadis, seguint al cap de poc per les províncies andaluses una tournée de concerts, amb èxits tan grans com els assolits en els dos inicials.
A Madrid fou deixeble de Juan Maria Guelbenzu, i havent tingut ocasió d'escoltar-la el cèlebre Anton Rubinstein, durant un dels seus viatges per Espanya, admirat dels talents de la petita concertista, l'aconsellà continuar els seus estudis en el Conservatori de Paris i ell mateix la presentà el llavors director d'aquest centre, Ambroise Thomas. Efectuada la necessària oposició, restà inscrita a la classe de Massart, rebent ocasionalment algunes lliçons de Rubinstein en les seves visites a París. Els progressos foren tan ràpids i sorprenents, que al cap de poc guanyà el primer premi, en aquest Conservatori, amb la recompensa del gran piano de cua i el llegat en metàl·lic nomenat Papelin, encara triomfà molt més, ja que Fernández de la Mora era la primera espanyola que el conquistava l'important establiment docent.
En aquell temps donà una sèrie de sis concerts en la Sala Pleyel i d'altres a Londres amb l'insigne Pablo Sarasate (un d'aquests davant la reina Victòria i els prínceps de Gal·les). Incansable, això no obstant, en el perfeccionament de la seva tècnica, encara va haver d'anar a Alemanya per treballar durant una temporada amb l'artista Teresa Carreño, i després, durant un any, amb al famós Planté.
Portada d'una decidida vocació vers l'ensenyança, després d'una breu tournée de concerts per l'estranger i durant una de les seves estança's a Madrid, aconseguí amb renyides oposicions la plaça de professora de piano en el Conservatori, consagrant-se des de llavors quasi per complet a la seva càtedra, no obstant el brillant esdevenidor que com a solista excepcional se li presentava. Dominadora de tots els secrets de la tècnica del piano, posseint una extensa i sòlida cultura artística, un temperament eminentment musical i una poderosa força suggestiva, així com aquest do, tant rar en els grans instrumentistes, de saber inculcar el que ells saben, de la seva classe sortiren artistes notables com José Cubiles Ramos, Elisa Tovara, Mourille, Julián Bautista, Lucas Moreno i altres.
Fernández de la Mora era oficial d'Acadèmia i oficial d'Instrucció pública, de França; sòcia d'honor i mèrit de diverses corporacions i societats i fundadora del Premi Mora per l'Acadèmia de Santa Cecília de Cadis. Va actuar en concerts al Palau Reial de Madrid junt amb Sarasate, Antonio Fernández Bordas, Ruiz de Tejada i altres artistes eminents.
És autora de diferents interessants treballs didàctics, devent mencionar-se, entre els editats, la transcripció d'un dels més difícils estudis de Chopin, d'excel·lent aplicació tècnica.